# Мизюк Олександр Павлович
Мизюк Олександр Павлович (нар. 31 травня 1995, Борова, Харківська область, Україна) — український футболіст, захисник «Металіста».

## Клубна кар'єра
У 2017—2020 роках виступав за аматорський ФК «Вовчанськ».
Влітку 2020 року став гравцем новоствореного «Метала», який у червні наступного року було перейменовано на «Металіст». 28 серпня 2020 року дебютував на професійному рівні в складі харківського клубу в програному (1:3) матчі першого попереднього раунду Кубку України проти «ВПК-Агро» з Шевченківки.

## Досягнення
Перша ліга чемпіонату України:
- Срібний призер: 2023/24

Друга ліга чемпіонату України:
- Переможець: 2020/21

Кубок України серед аматорів:
- Фіналіст: 2018/19

Чемпіонат Харківської області:
- Чемпіон (2): 2018, 2019
- Срібний призер: 2017

Кубок Харківської області:
- Фіналіст: 2017

Суперкубок Харківської області:
- Володар: 2018